# یان بی. پولسن
یان بی. پولسن (انگلیسی: Jan B. Poulsen؛ زادهٔ ۲۳ مارس ۱۹۴۶) یک بازیکن فوتبال و مربی فوتبال اهل دانمارک است.